# Molophilus (Molophilus) diplolophus
Molophilus (Molophilus) diplolophus is een tweevleugelige uit de familie steltmuggen (Limoniidae). De soort komt voor in het Oriëntaals gebied.